# Larreynaga
Larreynaga é um município da Nicarágua, situado no departamento de León. Tem 780 km² de área e sua população em 2020 foi estimada em 32.750 habitantes.